# Jesuitenresidenz Herrieden
Die Jesuitenresidenz Herrieden war im 17. Jahrhundert eine Niederlassung des Jesuitenordens in Herrieden im Bistum Eichstätt.

## Geschichte
Schon bald nach seiner Wahl zum Bischof von Eichstätt im Jahr 1612 berief Johann Christoph von Westerstetten die Jesuiten in seine Residenzstadt, die ab 1614 im Collegium Willibaldinum wohnten. Von hier aus errichteten die Jesuiten im Hochstift verschiedene Missionsstationen. In Herrieden weilten die Eichstätter Jesuitenpatres Melchior Wurm ab Juli 1617 und Georg Moser in den Jahren 1617/18. 1624 hielten in Herrieden die Eichstätter Jesuitenpatres Georg Agricola und Johannes Grenz mehrtägige Missionen. Ab 1627 waren dann zwei Jesuiten ständig in Herrieden. 1631 ist hier Pater Michael Sybold (Siebold) nachweisbar, nach seinem Weggang im Mai 1631 Pater Sigismund Bachauer (Pachauer), der bis 1633 blieb; am 2. April 1633 zogen nämlich die Schweden in die Stadt ein. Der letzte Jesuitenpater in Herrieden war laut Bundschuh ein Schwabe namens Thomas Konrad.
Die Jesuitenresidenz wurde nach dem Dreißigjährigen Krieg nicht mehr wiedererrichtet. Noch einmal weilte jedoch 1732 unter dem Rektor des Collegium Willibaldinum Pater Franciscus Molitor ein namentlich nicht genannter Jesuit zur Mission in Herrieden.